# Riddle
Riddle és una població dels Estats Units a l'estat d'Oregon. Segons el cens del 2000 tenia 1.014 habitants.

## Demografia
Segons el cens del 2000, Riddle tenia 1.014 habitants, 381 habitatges, i 265 famílies. La densitat de població era de 584,3 habitants per km².
Dels 381 habitatges en un 36% hi vivien nens de menys de 18 anys, en un 50,4% hi vivien parelles casades, en un 13,6% dones solteres, i en un 30,2% no eren unitats familiars. En el 24,4% dels habitatges hi vivien persones soles el 10% de les quals corresponia a persones de 65 anys o més que vivien soles. El nombre mitjà de persones vivint en cada habitatge era de 2,66 i el nombre mitjà de persones que vivien en cada família era de 3,15.
Per edats la població es repartia de la següent manera: un 31,2% tenia menys de 18 anys, un 9,4% entre 18 i 24, un 25,7% entre 25 i 44, un 21,8% de 45 a 60 i un 11,9% 65 anys o més.
L'edat mediana era de 33 anys. Per cada 100 dones de 18 o més anys hi havia 84,7 homes.
La renda mediana per habitatge era de 28.750$ i la renda mediana per família de 37.159$. Els homes tenien una renda mediana de 31.438$ mentre que les dones 27.232$. La renda per capita de la població era de 13.666$. Aproximadament el 16,1% de les famílies i el 19% de la població estaven per davall del llindar de pobresa.

## Poblacions més properes
El següent diagrama mostra les poblacions més properes.